# Египет на летних Олимпийских играх 2004
Египет принимал участие в Летних Олимпийских играх 2004 года в Афинах (Греция) в двадцать первый раз за свою историю, и завоевал одну золотую, одну серебряную и три бронзовые медали.

## 01!Золото
- Греко-римская борьба, мужчины — Карам Габер.

## 02!Серебро
- Бокс, мужчины — Мухаммед Али.

## 03!Бронза
- Бокс, мужчины — Ахмед Исмаил.
- Бокс, мужчины — Мухаммед Эльсаид.
- Тхэквондо, мужчины — Тамер Баюми.

## Результаты соревнований

### Академическая гребля
В следующий раунд из каждого заезда проходили несколько лучших экипажей (в зависимости от дисциплины). В финал A выходили 6 сильнейших экипажей, остальные разыгрывали места в утешительных финалах B-E.
Мужчины
| Соревнование | Спортсмены  | Предварительный заезд | Предварительный заезд | Предварительный заезд | Отборочный заезд | Отборочный заезд | Отборочный заезд | Полуфинал       | Полуфинал       | Полуфинал       | Финал   | Финал   | Итоговое место |
| Соревнование | Спортсмены  | Заезд                 | Время                 | Место                 | Заезд            | Время            | Место            | Заезд           | Время           | Место           | Время   | Место   | Итоговое место |
| ------------ | ----------- | --------------------- | --------------------- | --------------------- | ---------------- | ---------------- | ---------------- | --------------- | --------------- | --------------- | ------- | ------- | -------------- |
| одиночки     | Али Ибрахим | 2                     | 7:36,60               | 4                     | 3                | 6:59,05          | 2 Q              | Полуфинал A/B/C | Полуфинал A/B/C | Полуфинал A/B/C | Финал C | Финал C | 14             |
| одиночки     | Али Ибрахим | 2                     | 7:36,60               | 4                     | 3                | 6:59,05          | 2 Q              | 2               | 7:14,58         | 6               | 6:55,34 | 2       | 14             |